# Alen Halilović
Alen Halilović  (Dubrovnik, Horvátország, 1996. július 18. –) horvát válogatott labdarúgó, a HNK Rijeka támadó középpályása. A Horvát első osztály legfiatalabb gólszerzője, valamint a Horvát labdarúgó-válogatott legfiatalabb kezdőjátékosa. Európa legtehetségesebb fiatal labdarúgói közt tartják számon.

## Pályafutása

### Dinamo Zagreb
2005-ben került a Dinamo Zagreb akadémiájára, ahol több korosztályos csapatnak is tagja volt. 2012-ben részt vett nemzetközi tornán is a klubbal.
2012. szeptember 27-én debütált a Horvát első osztályban a Hajduk Split elleni rangadón az utolsó tízpercben lépett pályára Sammir cseréjeként. A mérkőzést 3-1-re nyerték meg hazai pályán. Ezzel ő lett a legfiatalabb Dinamo Zagreb játékos a maga 16 év és 101 napjával, aki pályára lépett. A következő fordulóban a Slaven Belupo ellen ismét a padra nevezték. Csereként beállva megszerezte első gólját is, amivel a legfiatalabb gólszerzője lett a bajnokságnak, 16 évesen és 112 naposan, amivel egykori csapattársa, Mateo Kovačić 2010 novemberében szerzett rekordját döntötte meg. 2012. november 17-én megszerezte az NK Zadar ellen a második gólját is profi pályafutása alatt, ami Kovačić passzából született meg. A UEFA-bajnokok ligájában is pályára lépett az első szezonja során. Október 24-én a Paris Saint-Germain ellen debütált csereként. Ezzel ő lett a klub legfiatalabb játékosa, aki valaha pályára lépett a bajnokok ligájában, valamint a második legfiatalabb a bajnokok ligája történelme során.

### FC Barcelona
2014. március 27-én a Barcelona megállapodott a Dinamo vezetőségével, hogy Halilović júliusban csatlakozik a katalánokhoz. Végül  ötéves  szerződést írt alá, a Barcelona pedig 2.200.000 € átigazolási díjat fizetett érte. Április 23-án azonban a FIFA eltiltotta az átigazolásoktól a spanyol klubot, mondván jogtalanul szerződtetett fiatal korú labdarúgókat, így az átigazolás egy időre kétségessé vált. Végül az eltiltást felfüggesztették, így létrejöhetett a transzfer. 2015. január 15-én mutatkozott be a gránátvörös-kékek színeiben, az Elche elleni kupamérkőzésen Adama Traoré helyére állt be az utolsó 28 percre.

### Sporting Gijón
2015. augusztus 21-én Halilović-ot a következő szezonra kölcsönadta a szintén élvonalbeli Sporting Gijónnak. A LA Ligában augusztus 29-én debütált a Real Sociedad elleni 0-0-s bajnokin, a félidőben állt be Carlos Carmona helyére. Első gólját október 3-án lőtte az Espanyolnak majd november 1-jén győztes gólt szerzett a Málaga ellen.
December 15-én a kupában a legjobb 32 közt két góllal vette ki a részét a Real Betis elleni 3-3-as döntetlenből, csapata pedig 5-3-as összesítéssel továbbjutott.

### Hamburger SV
2016. július 19-én a Barcelona bejelentette, hogy a Hamburger SV megvásárolta Halilović játékjogát,  5,5 millió €-t fizetve érte, igaz a katalánok 10.000.000 € összegű visszavásárlási záradékot szereztek. Két nap múlva hivatalosan bejelentették, hogy négyéves szerződést írt alá a kikötővárosiakkal. Első gólját augusztus 22-én lőtte a kupában az FSV Zwickau ellen, csapata pedig továbbjutott a következő körbe.
A bajnokságban szeptember 10-én a Bayer Leverkusen ellen mutatkozott be.

### Las Palmas
Miután a németeknél mindössze hat bajnokin kapott lehetőséget, 2017. január 27-én a spanyol első osztályban szereplő UD Las Palmas másfél évre kölcsönvette.

### AC Milan
2018. július 3-án szabadon igazolható játékosként írt alá az AC Milanhoz 2021 nyaráig.

### Standard Liège
2019 januárjában az AC Milan kölcsönadta a belga bajnokságban szereplő Standard Liège csapatának.

## Válogatott

### Ifjúsági
Többszörös Horvát korosztályos válogatott, a U14, a U15, a 16 és a U17-es válogatottban szerepelt. 2013 márciusában tagja volt Ivan Gudelj Horvát U17-es válogatottjának, amely kvalifikálta magát a Szlovákiában megrendezésre kerülő 2013-as U17-es labdarúgó-Európa-bajnokságra.

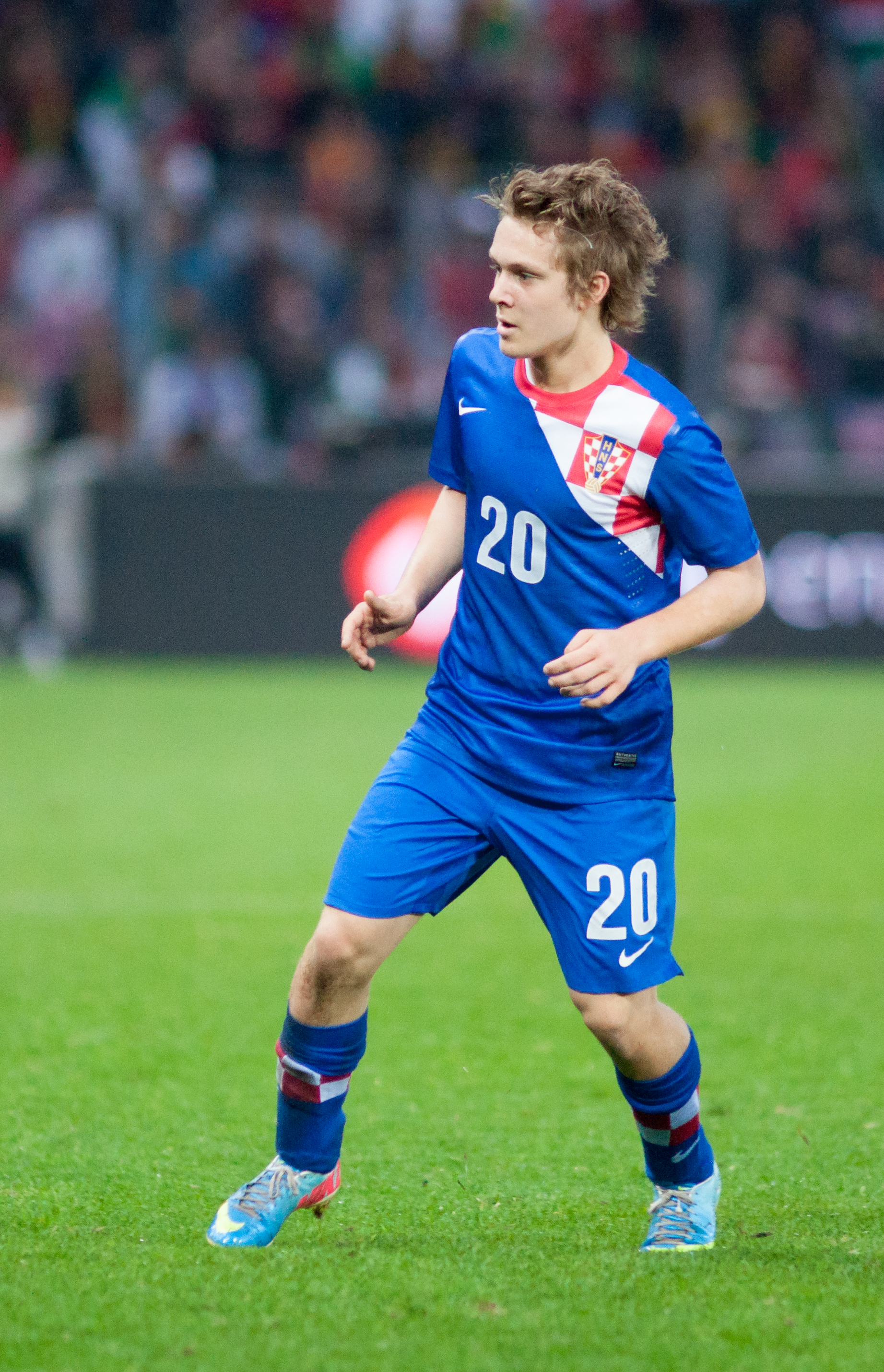
Halilović a horvát válogatott mezében 2013-ban

### Felnőtt
2013 májusában Igor Štimac hívta először be a Horvát labdarúgó-válogatottba a Skót labdarúgó-válogatott és a Portugál labdarúgó-válogatott elleni készülő keretbe. Portugália ellen ő lett a legfiatalabb játékos, aki kezdőként lépett pályára a válogatottban. A mérkőzés 50. percében cserélte le Štimac.

## Statisztika

### Klub
(2020. szeptember 9. szerint)
| Klub                        | Szezon           | Bajnokság | Bajnokság | Kupa     | Kupa  | Nemzetközi | Nemzetközi | Összesen | Összesen |
| Klub                        | Szezon           | Mérkőzés  | Gólok     | Mérkőzés | Gólok | Mérkőzés   | Gólok      | Mérkőzés | Gólok    |
| --------------------------- | ---------------- | --------- | --------- | -------- | ----- | ---------- | ---------- | -------- | -------- |
| Dinamo Zagreb               | 2012–13          | 18        | 2         | 0        | 0     | 3          | 0          | 21       | 2        |
| Dinamo Zagreb               | 2013–14          | 14        | 0         | 0        | 0     | 8          | 0          | 22       | 0        |
| Összesen                    | Összesen         | 32        | 2         | 0        | 0     | 11         | 0          | 43       | 2        |
| FC Barcelona B              | 2014–2015        | 30        | 4         | 0        | 0     | –          | –          | 30       | 4        |
| FC Barcelona                | 2015–2016        | 0         | 0         | 0        | 0     | 0          | 0          | 0        | 0        |
| Összesen                    | Összesen         | 30        | 4         | 0        | 0     | –          | –          | 30       | 4        |
| Sporting Gijón (kölcsönben) | 2015–2016        | 36        | 3         | 1        | 2     | –          | –          | 37       | 5        |
| Összesen                    | Összesen         | 36        | 3         | 1        | 2     | –          | –          | 37       | 5        |
| Hamburger SV                | 2016–2017        | 6         | 0         | 1        | 1     | –          | –          | 7        | 1        |
| Összesen                    | Összesen         | 6         | 0         | 1        | 1     | –          | –          | 7        | 1        |
| Las Palmas (kölcsönben)     | 2016–2017        | 18        | 0         | 0        | 0     | –          | –          | 18       | 0        |
| Las Palmas (kölcsönben)     | 2017–2018        | 20        | 2         | 1        | 0     | –          | –          | 21       | 2        |
| Összesen                    | Összesen         | 38        | 2         | 1        | 0     | –          | –          | 39       | 2        |
| AC Milan                    | 2018–2019        | 0         | 0         | 0        | 0     | 3          | 0          | 3        | 0        |
| Összesen                    | Összesen         | 0         | 0         | 0        | 0     | 3          | 0          | 3        | 0        |
| Standard Liège (kölcsönben) | 2018–2019        | 14        | 0         | 0        | 0     | 0          | 0          | 14       | 0        |
| Összesen                    | Összesen         | 14        | 0         | 0        | 0     | 0          | 0          | 14       | 0        |
| SC Heerenveen (kölcsönben)  | 2019–2020        | 17        | 1         | 3        | 0     | –          | –          | 20       | 1        |
| Jong Heerenveen             | 2019–2020        | 2         | 2         | –        | –     | –          | –          | 2        | 2        |
| Összesen                    | Összesen         | 19        | 3         | 3        | 0     | –          | –          | 22       | 3        |
| Karrier összesen            | Karrier összesen | 173       | 12        | 6        | 3     | 14         | 0          | 195      | 17       |

### Válogatott
(2014. február 27. szerint)
| Válogatott   | Szezon   | Mérkőzés | Gól | Gólpassz |
| ------------ | -------- | -------- | --- | -------- |
| Horvátország | 2012–13  | 1        | 0   | 0        |
| Horvátország | 2013–14  | 2        | 0   | 0        |
| Összesen     | Összesen | 3        | 0   | 0        |

## Sikerei, díjai
- Dinamo Zagreb:
  - Horvát bajnokság: 2012–13, 2013–14
  - Horvát szuperkupa: 2013

- Barcelona:
  - Spanyol kupa: 2014–15

## Magánélete
Édesapja, Sejad Halilovic bosnyák származású labdarúgó, aki szerepelt a Dinamo Zagreb együttesében és a Horvát labdarúgó-válogatottban, valamint a Bosznia-hercegovinai labdarúgó-válogatottban is szerepelt.